# 西突厥

西突厥可汗国
（On-oq）

7世紀、西突厥の最大版図

西突厥（にしとっけつ、せいとっけつ）は、582年に突厥が東西に分裂した際の西側の勢力。これに対し東の勢力を東突厥という。
西突厥は中央アジアを支配し、東はアルタイ山脈、南はタリム盆地・トハリスタン、西はカスピ海までをその版図とした。657年、西可汗の阿史那賀魯が唐に捕らえられて以降、西突厥は唐の羈縻政策下に入った。741年頃に西突厥の阿史那氏が滅ぶと、その後は突騎施や葛邏禄（カルルク）が実権を握るようになった。西突厥は別に十姓（オン・オク、on-oq、）とも呼ばれた。

## 歴史

### 西面突厥
突厥の伊利可汗（在位：552年）は柔然から独立すると、シル川方面に弟の室點蜜を配置し、西方の守備と攻略を任せた。
木汗可汗（在位：553年 - 572年）の代になり、室點蜜はサーサーン朝と協同でエフタルの攻略に乗り出し、567年頃までにエフタルを滅ぼした。
576年頃に室點蜜が亡くなったため、子の玷厥（てんけつ）はその後を継いで、達頭可汗（西面可汗）に任ぜられ、中央アジアの統治を任された。

### 内戦と東西分裂
581年、大可汗の他鉢可汗（タトパル・カガン、在位：572年 - 581年）は病にかかり、子の菴羅に「大邏便を避けよ」と言い残して死去した。国中は大邏便を立てようとしたが、その母が卑賤の生まれだったので、国人たちは貴人の母をもつ菴羅を可汗とした。大邏便はまたも可汗位に就けなかったので、毎回人を遣わして菴羅を罵辱させた。これに対処しきれなかった菴羅は可汗位を従兄の爾伏可汗（ニワル・カガン）摂図に譲り、第二可汗に退いた。可汗に即位した摂図は沙鉢略可汗（在位：581年 - 587年）となり、大邏便に阿波可汗の称号を与えた。
582年冬、隋の文帝は河間王楊弘・上柱国の豆盧勣・竇栄定・左僕射の高熲・右僕射の虞慶則を元帥とし、長城を出て征討に出た。沙鉢略可汗は阿波可汗・貪汗可汗らを率いて迎撃するが、敗走し、飢えと疫病に悩まされ、あえなく撤退した。沙鉢略可汗は阿波可汗の気性が荒いのを危惧し、先に阿波可汗の領地へ向かいその部落を襲撃し、阿波可汗の母を殺した。これにより阿波可汗は還るところがなくなり、西の達頭可汗のもとへ亡命した。このことを聞いた達頭可汗は阿波可汗に10万の兵をつけて沙鉢略可汗を攻撃させた。このほかにも貪汗可汗や沙鉢略可汗の従弟の地勤察などが沙鉢略可汗から離反し、阿波可汗に附いた。これによって阿波可汗は突厥から分かれて西突厥を建国し、西域諸国を従えた。
587年、沙鉢略可汗が亡くなり、東突厥で葉護可汗（ヤブグ・カガン、在位：587年）が即位すると、隋の支援により西突厥が攻撃され、阿波可汗は捕えられた。

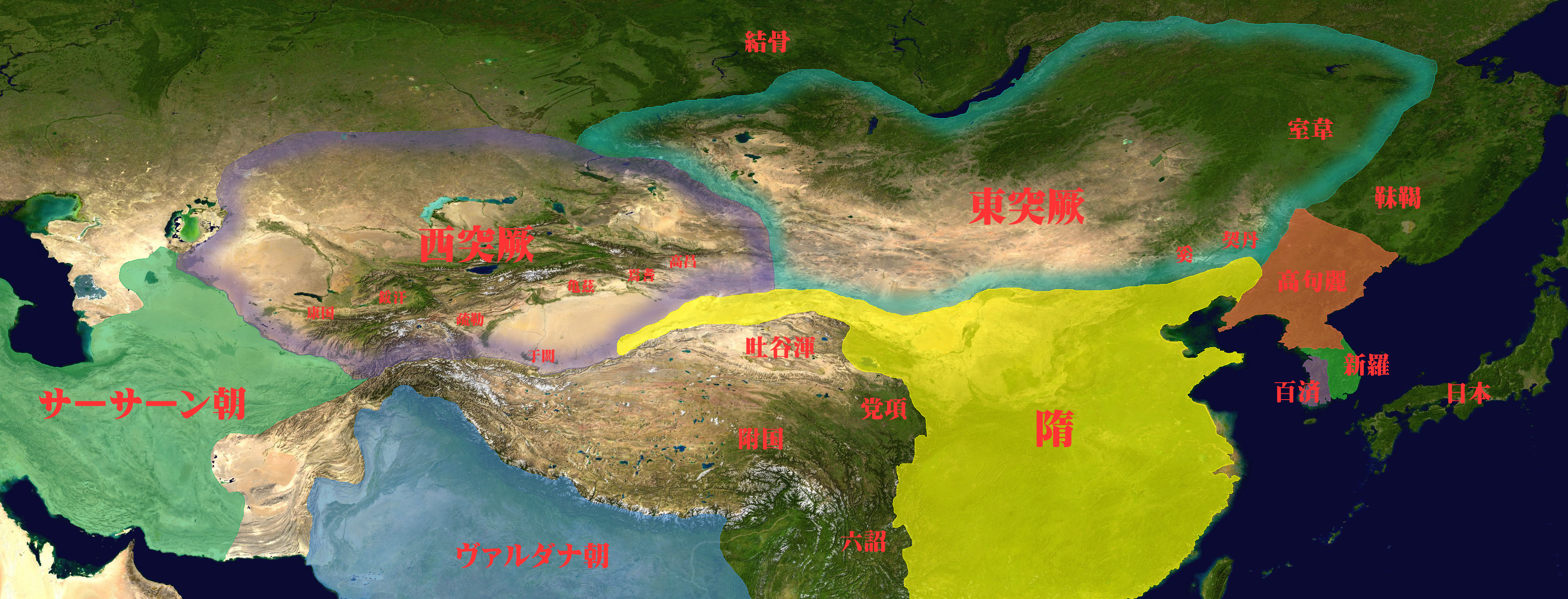
7世紀初めの東西突厥可汗国。

泥撅処羅可汗（在位：603年頃 - 612年）の代になり、西突厥は彼の失政のために諸国の離反を招いた。大業6年（610年）、隋の煬帝は泥撅処羅可汗を狩りに誘ったが、泥撅処羅可汗がこれに応じなかったため、煬帝の怒りを買い、煬帝は泥撅処羅可汗を廃して達頭可汗の孫の射匱を大可汗の位に就けようとした。これによって射匱は泥撅処羅可汗を襲撃して大敗させ、泥撅処羅可汗は妻子を棄てて高昌の東に遁走した。黄門侍郎の裴矩は向氏を送って泥撅処羅可汗を諭し、隋に帰順させた。これ以降、泥撅処羅可汗は中国に移住し、高句麗遠征などに従軍し、隋のために働いた。
一方、西突厥の本国では大可汗が不在となったため、国人たちは射匱を可汗に推戴し、射匱可汗（在位：612年 - 619年頃）とした。射匱可汗は即位すると、一度離反した西域諸国をふたたび服属させるべく、東は金山（アルタイ山脈）、西は海（カスピ海?）に至り、玉門関より西の諸国をすべて役属させ、東突厥と敵対した。そして可汗庭（首都）を亀茲の北の三弥山に建てた。

### 最盛期
射匱可汗が死去すると、弟の統葉護（トン・ヤブグ）が立って大可汗（在位：619年頃 - 628年）となる。統葉護可汗は智謀があり、武勇に優れ、遂に北の鉄勒を併合し、西の波斯（サーサーン朝）を拒み、南の罽賓（けいひん）と境を接するまでになり、西域に覇を唱えた。西域の諸国王は頡利発（イルテベル：官名）の官位を授かり、統葉護可汗は吐屯（トゥドゥン：官名）1人を派遣して統括させ、その征賦を監督した。旧烏孫の地に拠り、可汗庭（首都）を石国（チャーシュ：現タシュケント）の北の千泉（ビルキー birkī：現ジャンブール州メルキ）に移した。
時に中国では隋が滅んで唐が成立しており、統葉護可汗はたびたび遣使を送って朝貢した。また、隣国の東突厥とも和睦し、一時中央ユーラシアに平和が訪れた。しかし、統葉護可汗は次第に自国が強盛であるのを自負し、支配下の国に恩がなく、部衆は怨みを抱き始め、遂に葛邏禄（カルルク）種の多くがこれに離反した。そうした中、貞観2年（628年）、統葉護可汗は伯父の莫賀咄（バガテュル）に殺され、可汗位を簒奪されてしまう。

### 2可汗並立

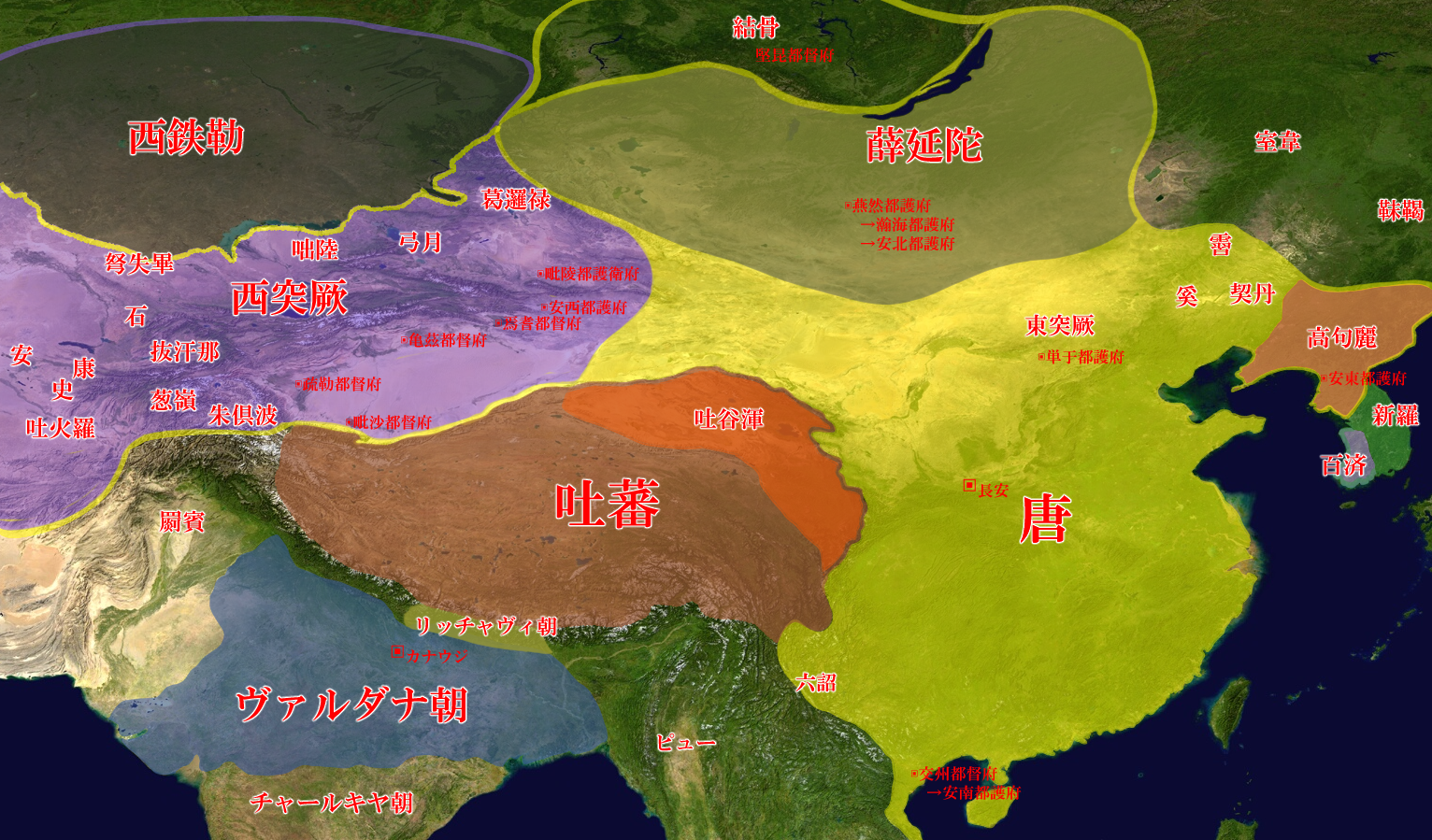
7世紀、西突厥の周辺国。

貞観2年（628年）、小可汗であった統葉護可汗の伯父（諸父）の莫賀咄は統葉護可汗を殺し、自ら大可汗となり、莫賀咄侯屈利俟毘可汗（在位：628年 - 630年）と号した。しかし、西突厥の国人たちはこれに臣従せず、弩失畢部は共に泥孰莫賀設を推して可汗にしようとするが、泥孰は従わなかった。時に統葉護可汗の子の咥力特勤は莫賀咄の難を避けて康居に亡命していたので、泥孰は彼を迎えて立て、肆葉護可汗（在位：628年 - 632年）とした。両者は遣使を唐に送って、各々朝貢した。
貞観4年（630年）、莫賀咄可汗は唐に求婚した。太宗は西突厥の内乱が収まっていないということで求婚を許さなかった。そのころ、西域諸国及び鉄勒は以前から西突厥に役属していたが、これに乗じてことごとく叛いたので、西突厥国内は虚耗した。肆葉護可汗は旧主の子ということで、衆心を帰服させ、西面の都陸可汗や莫賀咄可汗の部豪帥の多くがこれに臣従してきた。そこで肆葉護可汗は兵を興して莫賀咄可汗を撃ち、これを大敗させた。莫賀咄可汗は金山（アルタイ山脈）に遁走し、泥孰に殺された。ここでようやく西突厥の国人たちは肆葉護可汗を奉じて正式に大可汗とした。肆葉護可汗はさっそく大発兵して北の鉄勒を征伐した。しかし、鉄勒の薛延陀部はこれを迎撃し、逆に肆葉護可汗を破った。
時に肆葉護可汗の性格は猜狠信讒で、人々を統率する能力がなかった。そうした中、小可汗の乙利可汗（イリ・カガン）にあらぬ疑いをかけ、その一族を滅ぼした。これにより民衆の心は次第に離れていった。さらに、肆葉護可汗はもともと自分の即位に協力してくれた泥孰を憚っていたが、密かに彼を排除しようと考えるようになり、それを事前に察知した泥孰は焉耆国に亡命した。こうしたことが積って、設卑達干（没卑達干）が咄陸・弩失畢二部の豪帥らと潜謀して肆葉護可汗を撃ち、肆葉護可汗は軽騎で康居に遁走することになったが、まもなく死去した。

### 咄陸可汗
貞観6年（632年）、泥孰は肆葉護可汗に命を狙われ、焉耆国へ亡命した。一方で肆葉護可汗の暴虐ぶりに耐えかねた設卑達干（没卑達干）は、弩失畢部の諸豪と肆葉護可汗の廃位を謀り、遂に肆葉護可汗を放逐した。これにより西突厥の国人たちは泥孰を焉耆で迎えて即位させ、咄陸可汗（在位：632年 - 634年）とした。咄陸可汗は大可汗となると、さっそく唐へ遣使を送って臣下の礼をとった。
貞観8年（634年）、咄陸可汗が卒去すると、弟の同娥設が立って沙鉢羅咥利失可汗（在位：634年 - 639年）に即位した。
沙鉢羅咥利失可汗は部衆に帰服されず、遂に離反されてしまい、統吐屯（トン・トゥドゥン：官名）に襲われ、麾下は亡散した。沙鉢羅咥利失可汗は弟の歩利設のもとへ逃れ、焉耆国に立てこもった。阿悉結（アスケール Askēl）部の闕俟斤（キュル・イルキン：官名）は統吐屯らと国人を召して、欲谷設（ユクク・シャド：官名）を立てて大可汗とし、沙鉢羅咥利失可汗を小可汗にしようとした。しかし、統吐屯が殺され、欲谷設の兵もその俟斤（イルキン：官名）に破られたので、沙鉢羅咥利失可汗はふたたび旧地を取り戻し、弩失畢部・処密部などが沙鉢羅咥利失可汗に帰順することとなった。

### 2度目の2可汗並立
貞観12年（638年）、西部竟は欲谷設を立てて乙毘咄陸可汗（在位：638年 - 653年）とした。乙毘咄陸可汗が立つと、沙鉢羅咥利失可汗と大規模な戦闘に入り、両軍の多くが死に、各々撤退した。これ（イリ川条約）によって、沙鉢羅咥利失可汗と二分し、伊麗河（イリ川）以西は乙毘咄陸可汗に属し、伊麗河以東は沙鉢羅咥利失可汗に属した。乙毘咄陸可汗は可汗庭（首都）を鏃曷山の西に建て、北庭とした。厥越失・抜悉蜜（バシュミル）・駁馬・結骨（キルギズ）・火尋・触木昆（処木昆）の諸国は皆これに臣従した。
貞観13年（639年）、沙鉢羅咥利失可汗の吐屯俟利発（トゥドゥン・イルテベル：官名）は乙毘咄陸可汗と密通し造反した。沙鉢羅咥利失可汗は抜汗那国に逃れたが死去した。弩失畢部落の酋帥は沙鉢羅咥利失可汗の弟の伽那の子である薄布特勤を迎えてこれを立てて、乙毘沙鉢羅葉護可汗（在位：640年 - 641年）とした。
乙毘沙鉢羅葉護可汗は、碎葉水（スイアブ川）の北に可汗庭（首都）を建て、これを南庭とした。東は伊麗河（イリ川）をもって境界とし、亀茲国・鄯善国・且末国・吐火羅国・焉耆国・石国・史国・何国・穆国・康国から節度を受けた。乙毘沙鉢羅葉護可汗はしきりに唐へ遣使を送って朝貢した。
貞観15年（641年）、この頃西突厥では、乙毘沙鉢羅葉護可汗と乙毘咄陸可汗が頻繁に攻撃し合っていたので、太宗は乙毘咄陸可汗が遣使を送って宮闕に詣でて来た時に、和睦するよう説得した。この時の乙毘咄陸可汗の兵衆は次第に強盛となっていったので、西域諸国はふたたびこれに帰服した。しばらくして、乙毘咄陸可汗は石国に吐屯（トゥドゥン：官名）を派遣して、乙毘沙鉢羅葉護可汗を攻撃させた。乙毘沙鉢羅葉護可汗は捕えられ、乙毘咄陸可汗のもとへ送られて殺された。

### 再統一
貞観15年（641年）、乙毘咄陸可汗配下の屋利啜らは謀って乙毘咄陸可汗を廃位しようと考え、唐に遣使を送ってきて新たな可汗を立てるよう請願した。太宗は遣使を送り、莫賀咄乙毘可汗の子を立てて、乙毘射匱可汗（在位：641年 - 651年）とした。
乙毘射匱可汗は即位すると、弩失畢部の兵を発し、白水胡城にて乙毘咄陸可汗を撃った。弩失畢部の兵が敗れたが、乙毘咄陸可汗は民から見離されたことを知り、西の吐火羅国へ亡命した。
貞観23年（649年）2月、中国の使者が以前から乙毘咄陸可汗に拘束されていたので、乙毘射匱可汗はことごとく礼資をもって長安に送り帰し、ふたたび遣使を送って方物を貢納し、請婚した。太宗はこれを許可し、詔令で亀茲・于闐・疏勒・朱倶波・葱嶺の五国を分割し、聘礼（結納品）とした。5月、太宗が崩御すると、阿史那賀魯が反乱を起こし、乙毘射匱可汗の部落はそれに併合された。

### 阿史那賀魯
永徽2年（651年）、阿史那賀魯は子の阿史那咥運とともに衆を率いて西に逃れ、乙毘咄陸可汗の地に拠り、西域諸郡を総有し、牙を雙河（ボロ川）及び千泉に建てて自ら沙鉢羅可汗（イシュバラ・カガン）と号し、咄陸・弩失畢の十姓を統領した。兵数10万を擁し、西域諸国の多くが附隸した。阿史那賀魯は阿史那咥運を立てて莫賀咄葉護（バガテュル・ヤブグ：官名）とし、たびたび西蕃諸部を侵掠し、庭州を寇掠した。
顕慶2年（657年）、高宗は右屯衛将軍の蘇定方・燕然都護の任雅相・副都護の蕭嗣業・左驍衛大将軍・瀚海都督の迴紇婆閏らに軍を率いて討撃させ、右武衛大将軍の阿史那弥射、左屯衛大将軍の阿史那歩真に安撫大使とさせた。蘇定方が曳咥河の西まで達すると、阿史那賀魯は胡禄居闕啜など2万余騎を率いて迎え撃った。蘇定方は副総管の任雅相らを率いてこれと交戦し、阿史那賀魯の衆を大敗させ、大首領の都搭達干ら200余人を斬った。阿史那賀魯及び胡禄居闕啜の軽騎は遁走し、伊麗河（イリ川）を渡ったが、兵馬の多くが溺死した。蕭嗣業は千泉に至り、阿史那賀魯の本営を突き、阿史那弥射は進軍し、伊麗河（イリ川）に至り、処月・処密などの部落は各々衆を率いて来降した。阿史那弥射はさらに雙河（ボロ川）へ進んだ。阿史那賀魯は先に歩失達干に散り散りになった兵士を集めさせて、柵によって防ぎ戦った。阿史那弥射・阿史那歩真はこれを攻め、大破した。また蘇定方は阿史那賀魯を碎葉水（スイアブ川）で攻め、これも大破した。
阿史那賀魯は阿史那咥運と鼠耨設のもとに身を寄せようと思い、石国の蘇咄城近辺まで来たが、人馬ともに飢えていた。城主の伊涅達干（イネル・タルカン：官名）は酒・食料を持って偽って出迎えた。阿史那賀魯らはその詐術にはまり、城内に入ったところを捕らえられた。蕭嗣業が石国に到着すると鼠耨設は阿史那賀魯の身柄を引き渡した。阿史那賀魯は京師に連行された。唐はその種落を分けて崑陵・濛池の2都護府を置き、諸国を役属することとなり、州府を分けて置き、西は波斯（サーサーン朝）、安西都護府に隷属した。これにより西突厥は唐の羈縻政策下に入る。

### 羈縻（きび）政策下

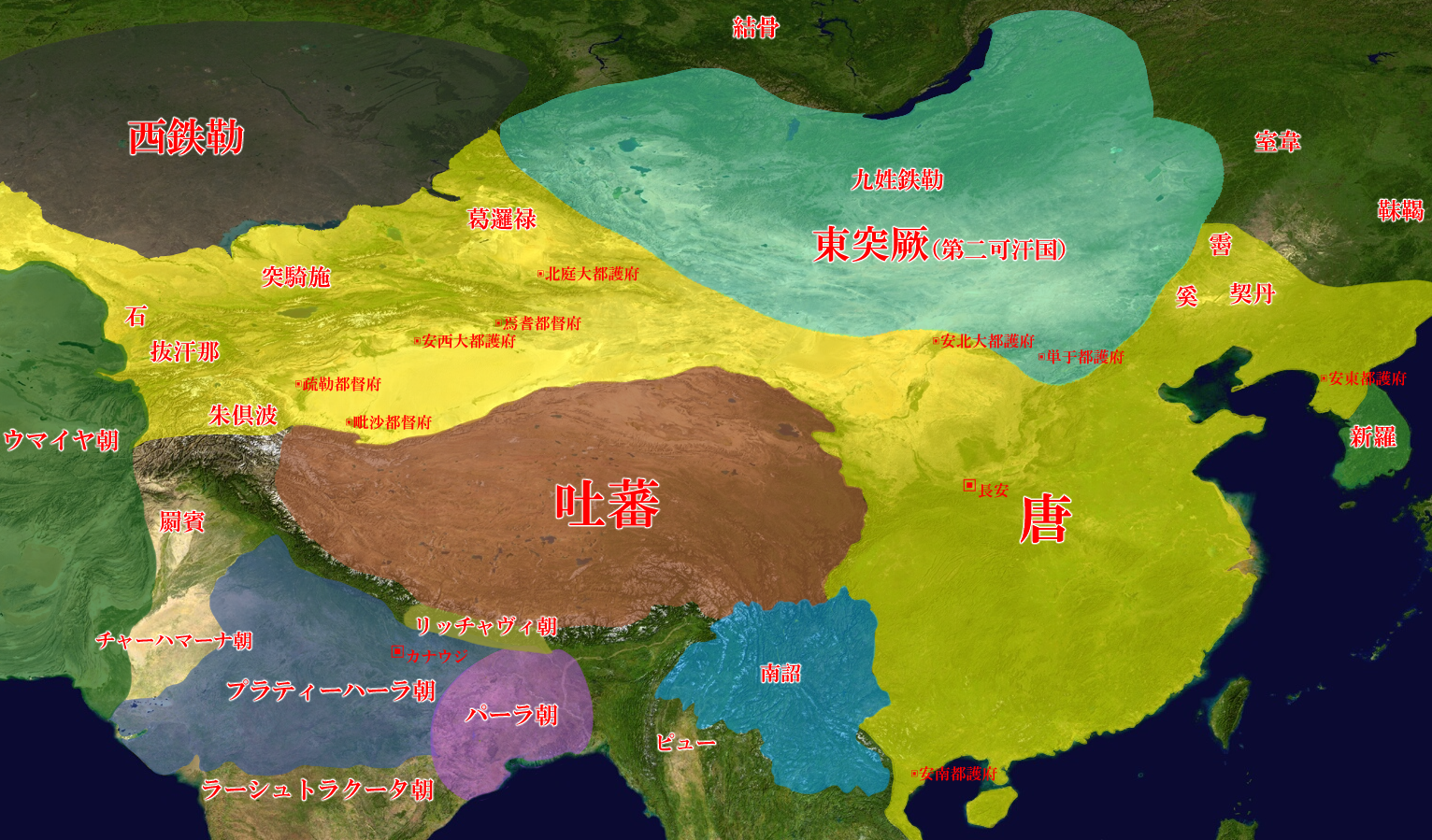
7世紀後半から8世紀前半、西突厥崩壊後の周辺国。

羈縻政策下では、阿史那賀魯征討に功のあった阿史那弥射・阿史那歩真の2人によって西突厥諸部が統括され、その両家が代々可汗位を襲名し、唐の反乱鎮圧などに参加した。
長寿年間（692年 - 694年）に弥射家の興昔亡可汗が途絶え、741年頃には、歩真家である十姓可汗の阿史那昕が突騎施（テュルギシュ）の莫賀達干（バガ・タルカン）に殺されると、西突厥の阿史那氏可汗が滅亡し、西突厥では突騎施部が台頭する。以後、突騎施部は黄姓と黒姓に分かれて互いに争うようになった。
大暦年間（766年 – 779年）の後は、葛邏禄（カルルク）族が盛んになり、黄姓と黒姓の突騎施二姓は葛邏禄に臣従し、その他は回鶻（ウイグル）に附くこととなり、ここにおいて西突厥は完全に滅んだ。

## 習俗
習俗はほぼ突厥や東突厥と同じだが、言語が少し異なる。毎年五月八日には、祭神を行う。

## 政治体制
君主は大可汗を頂点に、二人の小可汗を東西に置き、東部は亀茲国（現在のクチャ市）の北に本拠を置き、西部は石国（現在のタシュケント）の北に本拠を置いた。政治体制は突厥や東突厥と同じで、葉護（ヤブグ：Yabγu）・特勤（テギン：Tägin）・俟発・乙斤屈利啜・閻洪達・頡利発（イルテベル：Iltäbär）・吐屯（トゥドゥン：Tudun）・俟斤（イルキン：Irkin）・達干（タルカン：Tarqan）などの官職があり、評議して国事をなした。首都である可汗庭は北と南にそれぞれ北庭と南庭を置いた。統葉護可汗（在位：619年頃 - 628年）の時に可汗庭を石国の北の千泉（ビルキー birkī：現ジャンブール州メルキ）に移した。
構成民部族は多種で、咄陸（都陸、テュルク：Türk）・弩失畢・葛邏禄（カルルク：Qarluq）・処月・処密・哥舒などの諸種が雑居し、鉄勒（オグズ：Oγuz）・亀茲・焉耆（カラシャール）・伊吾（ハミ）などの西域諸国を属国とした。
沙鉢羅咥利失可汗（在位：634年 - 639年）の頃に西突厥は十部に分かれ、部ごとに設（シャド：šad）が置かれ、設にはそれぞれ箭（せん）が授けられ、これを十設、または十箭と呼んだ。さらに十設を左右廂に分けて、碎葉水（スイアブ川）以東の五咄陸部を五大啜（チュル）、碎葉水以西の五弩失畢部を五大俟斤（イルキン）とした。
- 咄陸部の五大啜（左廂）
  - 処木昆部の律啜
  - 胡禄屋部の闕啜（キュル・チュル）
  - 摂舎提部の暾啜（トン・チュル）
  - 突騎施（テュルギシュ：Türgiš）部の賀邏施啜（ガルシュ・チュル）
  - 鼠尼施部の処半啜

- 弩失畢部の五大俟斤（右廂）
  - 阿悉結（アスケール：Askēl[3]）部の闕俟斤（キュル・イルキン：Kül-irkin）
  - 哥舒（コシュ：Qošu）部の闕俟斤
  - 抜塞干（バルスカーン：Barskhān[5]）部の暾沙鉢俟斤（トン・イシュバラ・イルキン）
  - 阿悉結部の泥孰俟斤
  - 哥舒部の処半俟斤

その後、一箭を一部落と称したり、大箭頭は大首領と称したりして、これらを総じて十姓部落と号した。

## 地理
西突厥はかつて烏孫のいた地域（現在のカザフスタン南部）に在り、東は金山（アルタイ山脈）を境に東突厥と接し、西は雷翥海（アラル海）、北は瀚海（バルハシ湖?）に面し、南は疏勒国と接した。

## 歴代君主
以下の記述は『旧唐書』（列伝第百四十四下 突厥下）・『新唐書』（列伝百四十下　西突厥）に依るもの。

### 西面可汗
1. 室点蜜（イステミ、室点密可汗、瑟帝米）（562年 - 576年）…吐務の子、伊利可汗の弟
2. 達頭可汗（タルドゥシュ・カガン、玷厥、歩迦可汗）（576年 - 603年）…室点蜜の子、610年頃死去

### 西突厥
1. 阿波可汗（アパ・カガン、大邏便）（581年 - 587年）…木汗可汗の子
2. 泥利可汗（ニリ・カガン）（587年） …鞅素特勤の子、木汗可汗の孫[7]
3. 泥撅処羅可汗（達漫）（587年 - 611年）…泥利可汗の子
4. 射匱可汗 （611年 - 619年）…達頭可汗の孫、処羅可汗の叔父
5. 統葉護可汗 （トン・ヤブグ・カガン）（619年 - 628年）…射匱可汗の弟
  - 莫賀咄侯屈利俟毗可汗 （628年 - 630年）…統葉護可汗の伯父
6. 乙毗沙鉢羅肆葉護可汗（咥力特勤）（628年 - 632年）…統葉護可汗の子
7. 咄陸可汗（テュルク・カガン、泥孰、莫賀設）（632年 - 634年）…莫賀設の子
8. 沙鉢羅咥利失可汗（イシュバラ・テリシュ・カガン、同娥設）（634年 - 639年）…泥孰の弟
  - 乙毗咄陸可汗（イルビ・テュルク・カガン、欲谷設、ユクク・シャド）（638年 - 642年）
9. 乙屈利失乙毗可汗（莫賀咄乙毗可汗、バガテュル・イルビ・カガン）（639年 - 640年）…沙鉢羅咥利失可汗の子
10. 乙毗沙鉢羅葉護可汗（イルビ・イシュバラ・ヤブグ・カガン、薄布特勤、畢賀咄葉護）（640年 - 641年）…咥利失可汗の弟（伽那）の子
11. 乙毗射匱可汗（641年 - 651年）…莫賀咄乙毗可汗の子
12. 沙鉢羅可汗（イシュバラ・カガン、阿史那賀魯）（651年 - 657年）…曳歩利設射匱特勤の子

### 羈縻（きび）政策下
弥射家
1. 興昔亡可汗（阿史那弥射）（657年 - 662年）…室點密可汗の五代の孫、崑陵都護（唐の官職、以下同様）
2. 興昔亡可汗（阿史那元慶）（685年 - 693年）…弥射の子、左豹韜衛翊府中郎将、崑陵都護
3. 興昔亡可汗（阿史那献）…元慶の子、崑陵都護

歩真家
1. 継往絶可汗（阿史那歩真）（657年 - 666/667年）…弥射の族兄、濛池都護
2. 竭忠事主可汗（阿史那斛瑟羅）（686年 - 690年）…歩真の子、濛池都護
3. 十姓可汗（阿史那懐道）…斛瑟羅の子、濛池都護
4. 十姓可汗（阿史那昕）（740年 - 742年）…懐道の子

### 突騎施の政権
酋長（部族長）、可汗
1. 烏質勒（懐徳郡王）（? - 706年）…斛瑟羅の配下（莫賀達干）
2. 娑葛（金河郡王、十四姓可汗、帰化可汗）（706年 - 709年、可汗位：708年 - 709年）…烏質勒の子
3. 蘇禄（忠順可汗）（709年 - 738年、可汗位：716年 - 738年）…娑葛の配下
  - 吐火仙可汗（骨啜、クチュル）（可汗位：738年 - 739年）…蘇禄の子
  - 爾微特勤（可汗位：738年 - 739年）…黒姓可汗
4. 莫賀達干（バガ・タルカン）（738年 - 744年、可汗位：740年 - 744年）
5. 伊里底蜜施骨咄禄毘伽（イリテミシュ・クテュルク・ビルゲ、十姓可汗）（突騎施可汗：742年 - ?、十姓可汗：744年 - ?）…黒姓出身
6. 移撥（イバル）（十姓可汗）（可汗位：749年 - ?）
7. 登里伊羅蜜施（テングリ・イルミシュ）（可汗位：753年 - ?）…黒姓可汗
8. 阿多裴羅（アタ・ボイラ）（可汗位：? - ?）…黒姓可汗